# گیدونیا مونتچلیو
شهر  گیدونیا مونتچلیو (به ایتالیایی: Guidonia Montecelio) با جمعیت ۷۸٬۴۹۱ نفر  در ناحیه لاتزیو در کشور ایتالیا واقع شده‌است.